# Xanthorhoe petropola
Xanthorhoe petropola là một loài bướm đêm trong họ Geometridae.